# Saba (Líbia)
Seba ou Saba (em árabe: سبها‎; romaniz.: Sabhā/Sebha) é uma localidade da Líbia, situada no distrito de Seba. Entre 1973 e 1983, foi capital da província de Seba e desde 1983 é capital do distrito de Seba.